# Carmésia
Carmésia är en kommun i Brasilien.   Den ligger i delstaten Minas Gerais, i den sydöstra delen av landet, 600 km sydost om huvudstaden Brasília. Antalet invånare är 2 460.
Omgivningarna runt Carmésia är huvudsakligen savann. Runt Carmésia är det glesbefolkat, med 9 invånare per kvadratkilometer.